# Erica Sanz
Erica Sanz Ginés (Valladolid, 2003) es una deportista española que compite en gimnasia en las modalidades de trampolín y trampolín doble mini. Su hermana Diana compite en el mismo deporte.
Ganó dos medallas en el Campeonato Europeo de Gimnasia en Trampolín de 2022, oro en la prueba de trampolín por equipo y plata en doble mini por equipo.

## Palmarés internacional
| Campeonato Europeo | Campeonato Europeo | Campeonato Europeo | Campeonato Europeo    |
| Año                | Lugar              | Medalla            | Prueba                |
| ------------------ | ------------------ | ------------------ | --------------------- |
| 2022               | Rímini (Italia)    | Medalla de oro     | Trampolín por equipo  |
| 2022               | Rímini (Italia)    | Medalla de bronce  | Doble mini por equipo |